# Maksimilijan Baće
Maksimilijan Baće - Milić, Maks (Pakoštane, kraj Zadra, 12. listopada 1914. — Split, 4. prosinca 2005.) bio je hrvatski političar, sudionik Španjolskog građanskog rata i Narodnooslobodilačke borbe, društveno-politički radnik, veleposlanik SFRJ i narodni heroj Jugoslavije.

## Životopis
Maksimilijan Baće rođen je 1914. godine u Pakoštanama, kraj Zadra. Još kao učenik klasične gimnazije u Splitu, preko starijeg brata Mate, uključio se i sudjelovao u mnogim političkim akcijama koje je organizirala Komunistička partija Jugoslavije, a 1932. godine je postao i njezin član.
Na Zagrebačkom sveučilištu studirao je filozofiju. Zbog političke aktivnosti, bio je pod nadzorom policije, a 1935. godine bio je uhićen i na osnovu Zakona o zaštiti države osuđen na godinu dana zatvora. Poslije izlaska iz zatvora nastavio je političku aktivnost. Godine 1936., kada je počeo građanski rat u Španjolskoj, prijavio se za odlazak u Španjolsku.

### Španjolski građanski rat
Poslije diplomiranja, 1937. godine, otišao je u Španjolsku i ostao sve vrijeme građanskog rata, boreći se na raznim bojišnicama u redovima Internacionalnih brigada. Poslije građanskog rata, s ostalim pripadnicima internacionalnih brigada, prešao je na teritorij Francuske i bio interniran u sabirni logor, odakle je 1940. godine pobjegao i ilegalno se prebacio u Jugoslaviju.

### Drugi svjetski rat
Dolaskom u Split, odmah se uključio u rad KPH. Aktivno je radio u Pokrajinskom komitetu KP Hrvatske za Dalmaciju. Poslije fašističke okupacije Jugoslavije 1941. godine, bio je jedan od organizatora Narodnooslobodilačkog pokreta u Dalmaciji. Za vrijeme formiranja prvog Mosorskog partizanskog voda, 1941. godine, bio je teško ranjen i ilegalno upućen u Split na liječenje. Čim je ozdravio, uključio se u organiziranje partizanskih postrojba u Dalmaciji. 
U travnju 1942. godine, kada je bio formiran Štab Četvrte operativne zone Glavnog štaba NOV-a i PO-a Hrvatske, Maksimilijan Baće bio je postavljen za operativnog časnika Štaba, a u veljači 1943. godine za zapovjednika Grupe partizanskih odreda Dalmacije. Na toj dužnosti bio je do početka kolovoza iste godine, kada je preuzeo dužnost političkog komesara Operativnog štaba za Dalmaciju. Prilikom formiranja Osmog dalmatinskog udarnog korpusa, 7. listopada 1943. godine, preuzeo je dužnost načelnika Štaba, a u siječnju 1944. godine zapovijedao je snagama NOVJ-a za obranu luke Vis.
Bio je jedan od potpisnika Sporazuma o predaji talijanske divizije „Bergamo“, u Splitu, 12. rujna 1943. godine. Kao predstavnik Osmog dalmatinskog korpusa, nekoliko puta putovao je u Italiju zbog dogovora i suradnje sa savezničkim jedinicama. Prigodom formiranja Odjeljenja za zaštitu naroda, kolovoza 1944. godine, bio je postavljen za načelnika Prvog odsjeka, koji se bavio radom u inozemstvu i na okupiranom teritoriju.

### Poslijeratna karijera
Poslije rata, obavljao je niz visokih državnih dužnosti: bio je jedan od rukovoditelja UDB-e, ministar pomorstva u Saveznoj vladi, veleposlanik u Japanu, do 1954. godine, a od 1955. poslanik u Švedskoj. Na Petom zasjedanju Generalne skupštine Organizacije ujedinjenih naroda bio je član delegacije FNR Jugoslavije. Bio je predsjednik odbora Savezne narodne skupštine SFRJ, potpredsjednik Sabora Narodne Republike Hrvatske, 1969. godine i član Centralnog komiteta KP Hrvatske. Imao je čin pričuvnog general-pukovnika JNA.

### Hrvatsko proljeće
Poslije 1971. godine i sudjelovanja u Hrvatskom proljeću, prisilno je umirovljen i isključen iz Saveza komunista Jugoslavije. Godine 2003., u svojoj 89. godini objavio je knjigu Apsurdi Karla Marxa. 
Umro je 4. prosinca 2005. godine u Splitu.

## Odličja
- Nositelj je Partizanske spomenice 1941. i drugih jugoslavenskih odličja.
- Ordenom narodnog heroja Jugoslavije odlikovan je 24. srpnja 1953. godine.

## Vanjske poveznice
- Maks pao s Marxa, SDMagazin, piše Damir Šarac, Slobodna Dalmacija, 27. rujna 2003. godine, (u međumrežnoj pismohrani archive.org 12. prosinca 2007.)
- Baće, Maksimilijan, Marica Ćunčić (1983.), hbl.lzmk.hr